# Marek Gosztyła
Marek Gosztyła – profesor nauk inżynieryjno-technicznych, profesor Wydziału Budownictwa, Inżynierii Środowiska i Architektury Politechniki Rzeszowskiej, inżynier, specjalista w zakresie historii kultury i sztuki, ochrony i konserwacji zabytków, historii architektury.

## Kariera naukowa
We wrześniu 1983 roku uzyskał zaświadczenie od Ministerstwa Kultury i Sztuki o bezterminowym wykonywaniu zawodu artysty plastyka w dyscyplinie konserwacji w zakresie konserwacji drewna niepolichromowanego, a w listopadzie 1984 w zakresie konserwacji sztukaterii. Ukończył studium podyplomowe z Muzealnictwa i Ochrony Zabytków Techniki na Politechnice Wrocławskiej w czerwcu 1990.
W 1998 na podstawie napisanej pod kierunkiem Ernesta Niemczyka rozprawy pt. Kamienica przyrynkowa miasta Przemyśla otrzymał na Wydziale Architektury Politechniki Wrocławskiej stopień naukowy doktora nauk technicznych dyscyplina: architektura i urbanistyka. Na tym samym wydziale na podstawie dorobku naukowego oraz rozprawy pt. Przemiany idei i metod konserwatorskich w latach 1863–2003 na przykładzie zabytków architektury województwa podkarpackiego uzyskał w 2008 stopień doktora habilitowanego nauk technicznych dyscyplina: architektura i urbanistyka.
Odbył zagraniczne praktyki naukowo-konserwatorskie na Węgrzech – wrzesień 1986 i we Francji – maj 1989. W maju 1997 roku brał udział w szkoleniu w Stanach Zjednoczonych Ameryki, po którym otrzymał Certificate of Participation oraz stażach naukowych na Uniwersytecie Technicznym w Koszycach – Technicka Univerzita Fakulta Umeni w latach 2011 i 2012.
Był profesorem nadzwyczajnym Państwowej Wyższej Szkoły Zawodowej im. ks. Bronisława Markiewicza w Jarosławiu oraz rektorem Wyższej Szkoły Informatyki i Zarządzania w Przemyślu w latach 2004–2006.
Został profesorem nadzwyczajnym Politechniki Rzeszowskiej im. Ignacego Łukasiewicza na Wydziale Budownictwa, Inżynierii Środowiska i Architektury zatrudnionym w Katedrze Konserwacji Zabytków. Od 2011 r. objął stanowisko kierownika tej katedry.
W latach 1994–1999 pełnił funkcję sekretarza Wojewódzkiej Rady Ochrony Pamięci, Walk i Męczeństwa w Przemyślu. Następnie od 1996 do 1999 był członkiem Komisji Badania Zbrodni Przeciwko Narodowi Polskiemu IPN Okręgowej Komisji w Rzeszowie. Od 2001 roku zajmuje stanowisko prezesa zarządu Stowarzyszenia Opieki nad Twierdzą Przemyśl i Dziedzictwem Kulturowym Ziemi Przemyskiej oraz jest członkiem Stowarzyszenia Instytutu Polsko – Ukraińskiego w Jarosławiu. W 2005 został prezesem Podkarpackiego Oddziału Stowarzyszenia Konserwatorów Zabytków. W 2011 został rzeczoznawcą Stowarzyszenia Konserwatorów Zabytków w dziedzinie: architektura i budownictwo, w specjalności: historia architektury i konserwacja zabytków. Od 2015 jest członkiem Spolok Architektov Slovenska, a od 2017 również w Komisji Urbanistyki i Architektury PAN Oddział w Krakowie. W 2017 objął funkcję rzeczoznawcy Ministra Kultury i Dziedzictwa Narodowego w zakresie opieki nad zabytkami w dziedzinie architektura i budownictwo (kadencja do 2020).
Dnia 11 lutego 2021 r. Prezydent Rzeczypospolitej Polski nadał mu tytuł profesora nauk inżynieryjno-technicznych.

## Dorobek naukowy
W 2011 prowadził badania naukowe nad katedrą łacińską we Lwowie. Wspólnie z pracownikami naukowymi Politechniki Rzeszowskiej przeprowadził badania nad architekturą okresu historyzmu i modernizmu miasta Przemyśla. Pokłosiem tych badań jest praca z 2009 pt. Sąd okręgowy w Przemyślu oraz monografia Kościół i parafia NMP Nieustającej Pomocy Przemyśl-Błonie z 2014. Jest współautorem podręczników akademickich Konserwacja i ochrona zabytków architektury, Architektura Galicji w dobie autonomii na przykładzie Jarosławia (skrypt) wydanych w 2012 roku, Konserwacja i ochrona zabytków architektury. Wydanie II poszerzone – 2013, Konserwacja zabytków architektury. Teoria i praktyka działań konserwatorskich na przykładzie reprezentatywnych kościołów Rzeszowa – 2015 i Metodologia konserwacji zabytków architektury w praktyce – 2015. Od roku 2010 wraz z zespołem prowadził badania nad założeniami zabytkowych koszar w Koszycach z okresu monarchii austro-węgierskiej. Był kierownikiem projektów badawczych Konserwatorskie kierunki działań wskazujące możliwości uratowania dziedzictwa kulturowego Twierdzy Przemyśl (2008) i Twierdza Przemyśl – badanie charakteru potrzeb miejsca (2010), a także współpracował w opracowaniu projektu badawczego Pozytywny i negatywny wpływ założeń fortecznych na rozwój urbanistyczny miasta Przemyśla (kwiecień 2015). Kierowany przez Marka Gosztyłę Zakład Konserwacji Zabytków w latach 2010–2016 realizował badania obejmujące problematykę zachowanych potencjałów dziedzictwa we współczesnych programach architektonicznych.
Artykuły naukowe publikuje w Wiadomościach Konserwatorskich – Journal of Heritage Conservation prestiżowym periodyku naukowym architektów-konserwatorów, Czasopiśmie Inżynierii Lądowej, Środowiska i Architektury – Journal of Civil Engineering, Environment and Architecture, Technical University of Kosice, Transactions of the Universities of Kosice i w międzynarodowym wydawnictwie pokonferencyjnym Bardkontakt – Bardejov. Od kilku lat zakres swoich badań poszerzył o zagadnienia socjologiczne. W wydanej książce Dziedzictwo Zarzecza w powiecie przeworskim (2018) stosowany aparat badawczy w dyscyplinie architektura i urbanistyka połączył z nowoczesną techniką.
W 2019 roku kierował wraz z profesorem Zbigniewem K. Zuziakiem pracami nad wykonaniem usługi badawczej pt. Węzły i korytarze rozwoju funkcji metropolitalnych Rzeszowa.

## Nagrody i wyróżnienia
Odznaczony został dyplomem zasługi przy wznoszeniu Domów Bożych w diecezji przemyskiej w marcu 1994 roku (medal nadany przez arcybiskupa Ignacego Tokarczuka). W lipcu 1996 r. otrzymał order Św. Równej Apostołom Marii Magdaleny II stopnia za pracę dla dobra Cerkwi i opiekę nad zabytkami. Kolejnymi nagrodami były: Medal Komisji Edukacji Narodowej w czerwcu 2012, Medal Złoty za Długoletnią Służbę we wrześniu 2013, Brązowy Medal „Zasłużony Kulturze Gloria Artis” w czerwcu 2014. Dwa lata później został również wyróżniony honorową odznaką „Zasłużonego dla Kultury Polskiej”, a w październiku 2017 odebrał Medal „Zasłużonego dla Politechniki Rzeszowskiej im. Ignacego Łukasiewicza”.